# زیتا بادالیان
زیتا گریگوری بادالیان (ارمنی: Զիտա Գրիգորի Բադալյան؛  ۶ ژوئن ۱۹۸۱) یک بازیگر اهل ارمنستان است. وی بین سال‌های ۲۰۰۳ تا ۲۰۱۸ میلادی فعالیت می‌کرد.

## زندگی‌نامه
وی در ۶ ژوئن ۱۹۸۱ در ولادی‌قفقاز به دنیا آمد و از دانشگاه دولتی انسانی سولوخوف مسکو و انستیتو تئاتر و فیلم لی استراسبرگ فارغ‌التحصیل شد. 